# 石川正光
石川 正光 (いしこまさみつ)は、尾張藩家臣、美濃駒塚領主、石川（石河）家第2代当主。

## 生涯
慶長20年（1615年）、尾張徳川家家臣石川光忠の子として生まれる。寛永5年（1628年）父の死去により家督と知行7300石を相続し寄合となる。承応元年（1652年）家老となる。寛文4年（1664年）家老を辞職。寛文8年（1668年）再び家老となる。寛文9年（1670年）名古屋から遠い美濃石津郡市之瀬から、中島郡駒塚に移り陣屋を設けた。
寛文11年（1671年）9月10日死去。享年57。家督は長男の章長が相続した。